# Cerekvický potok
Cerekvický potok je levostranný přítok říčky Hejlovky protékající okresem Pelhřimov v Kraji Vysočina. Délka jeho toku činí 16,9 km. Plocha povodí měří 54,2 km².

## Průběh toku
Potok pramení jihozápadně od Lidmaně, na západním úbočí vrchu Bohutín (712 m), v nadmořské výšce okolo 680 m. Teče převážně severovýchodním směrem. Protéká obcemi Lidmaň, Moraveč a Novou Cerekví. Ústí zleva do Hejlovky (Želivky) na jejím 89,4 říčním kilometru nedaleko vsi Vlásenice, která se nachází zhruba 5 km západně od Pelhřimova.

### Větší přítoky
Největším přítokem Cerekvického potoka je potok Brůdek (hčp 1-09-02-007) s plochou povodí 11,4 km², který jej posiluje zprava nad Novou Cerekví na 6,5 říčním kilometru. Délka jeho toku činí 6,1 km.

## Vodní režim
Průměrný průtok Cerekvického potoka u ústí činí 0,35 m³/s.
M-denní průtoky u ústí:
| M [dní]  | Q30  | Q60  | Q90  | Q120 | Q150 | Q180 | Q210 | Q240 | Q270 | Q300 | Q330 | Q355 | Q364 |
| -------- | ---- | ---- | ---- | ---- | ---- | ---- | ---- | ---- | ---- | ---- | ---- | ---- | ---- |
| Q [m³/s] | 0,83 | 0,55 | 0,42 | 0,33 | 0,27 | 0,22 | 0,18 | 0,15 | 0,12 | 0,10 | 0,07 | 0,05 | 0,03 |

## Fotogalerie

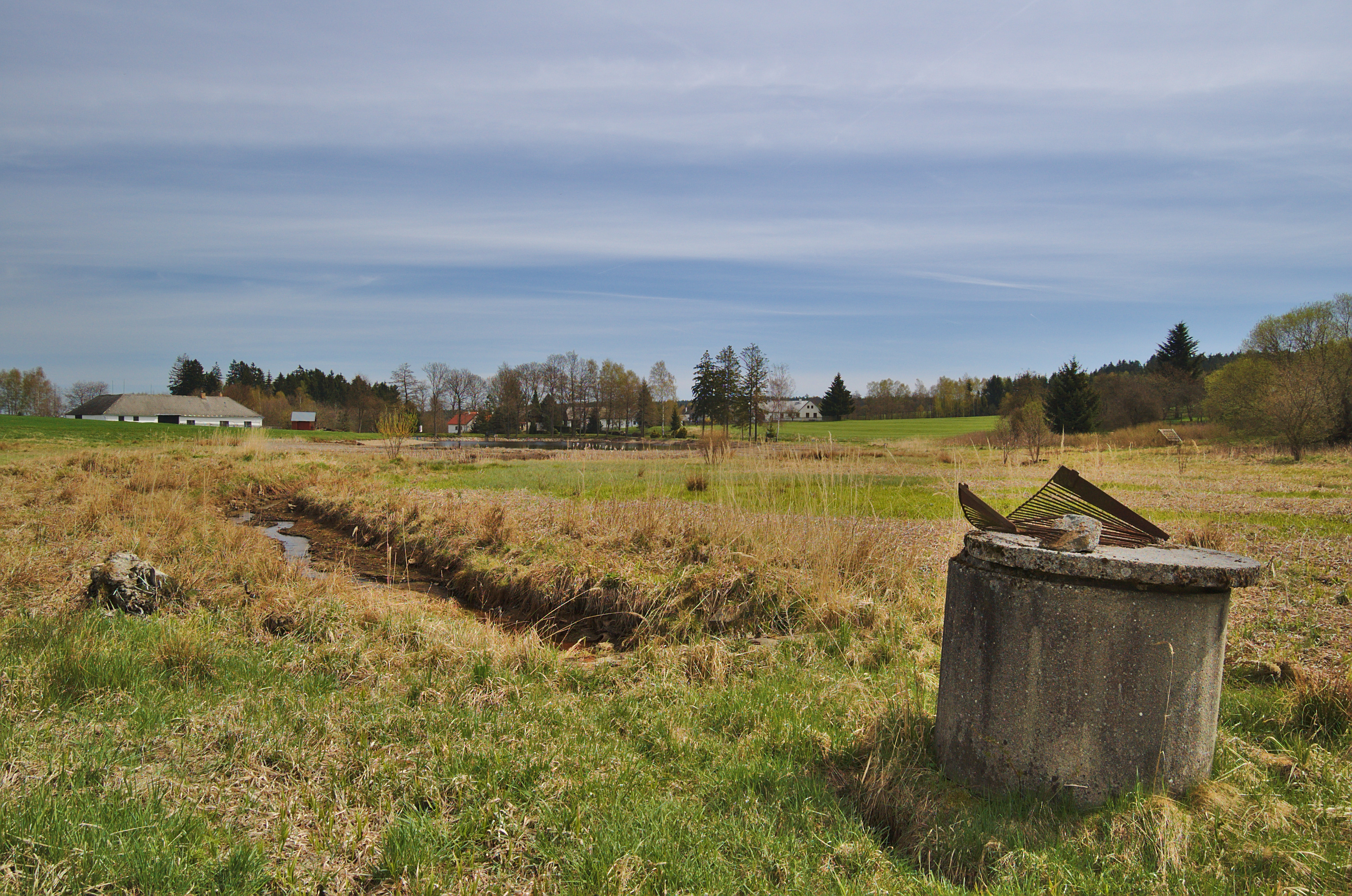
Potok vytéká na povrch z trubek
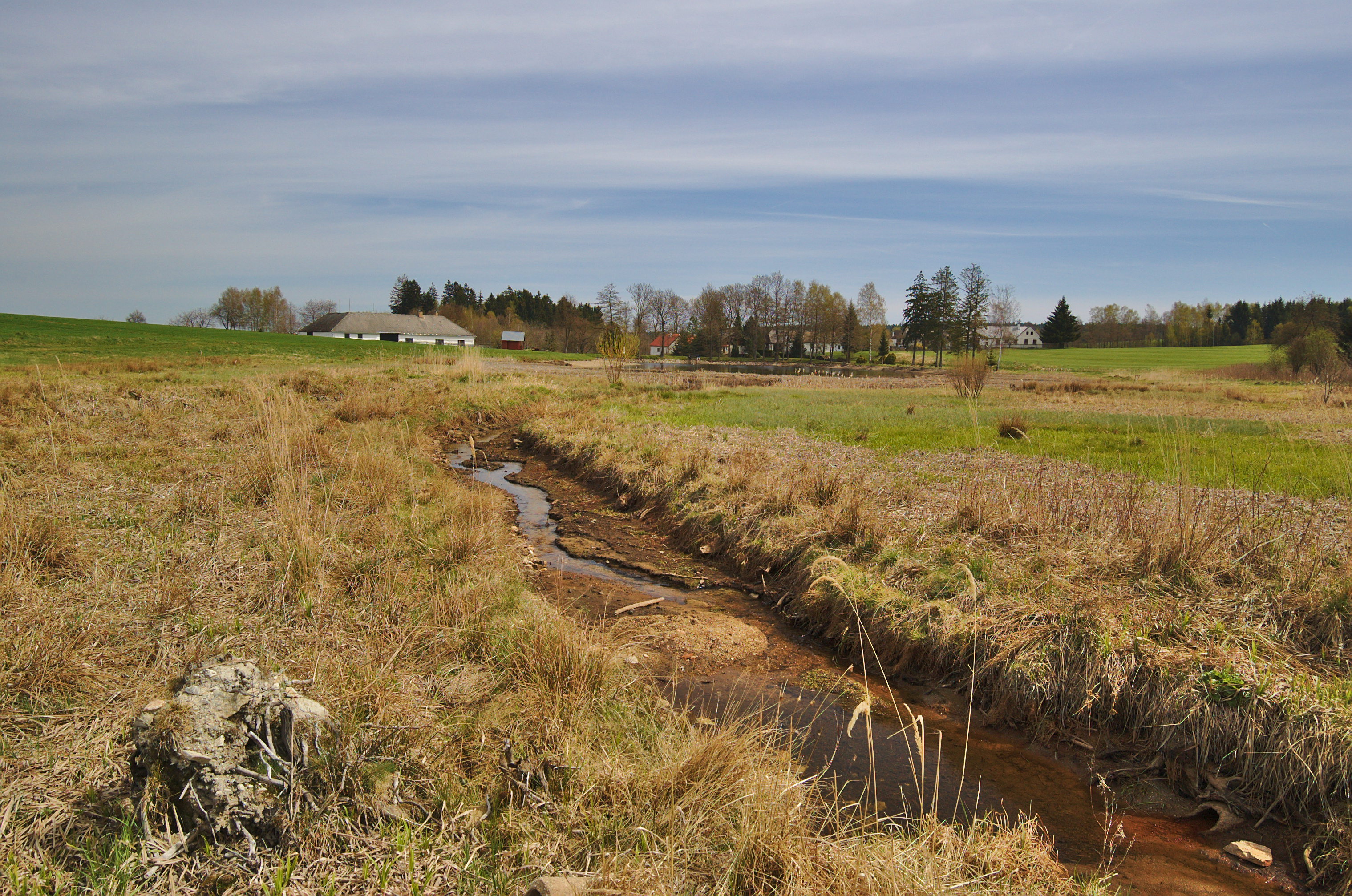
Potok před rybníkem v Hojavě
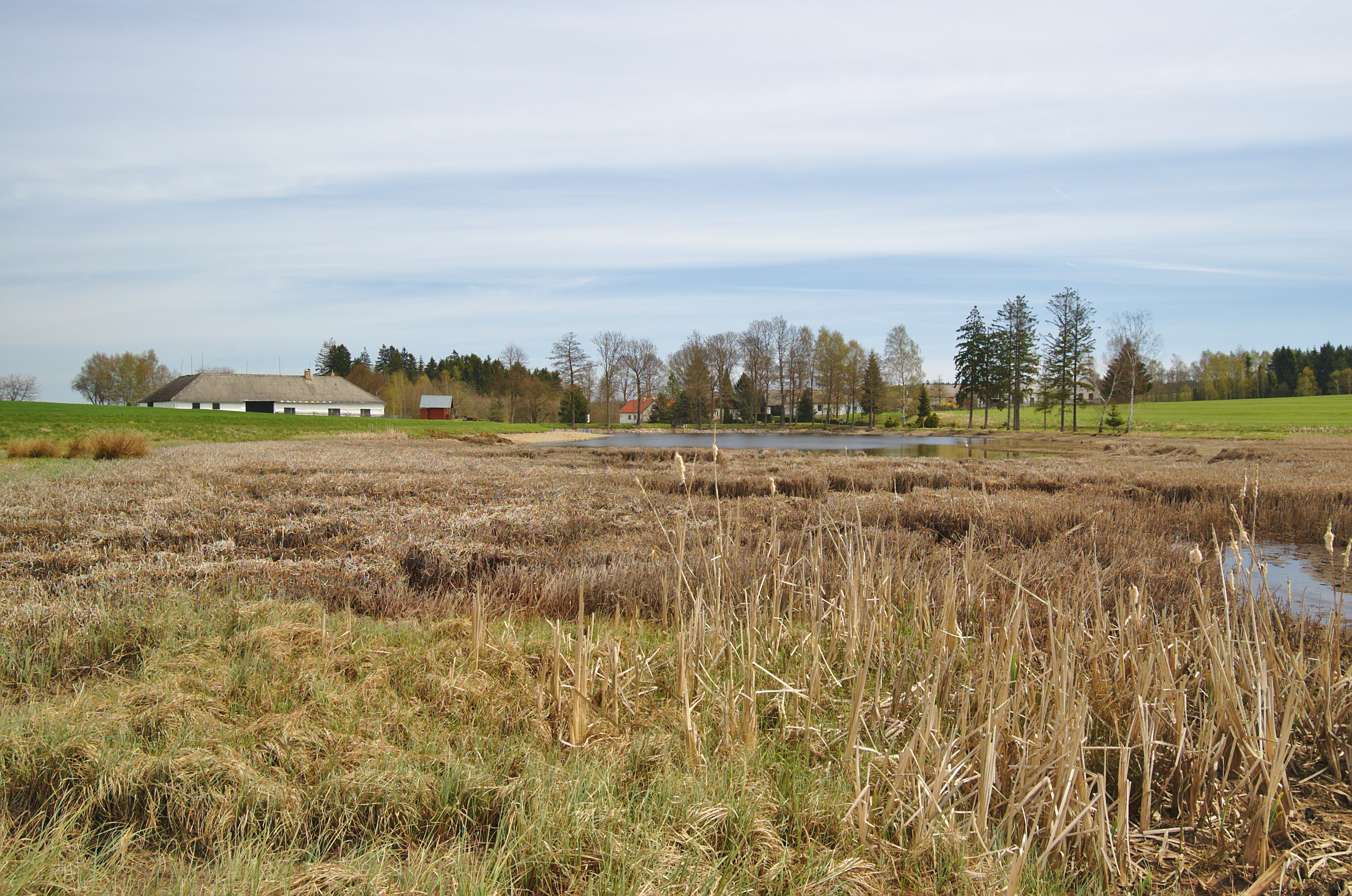
Rybník v Hojavě od západu
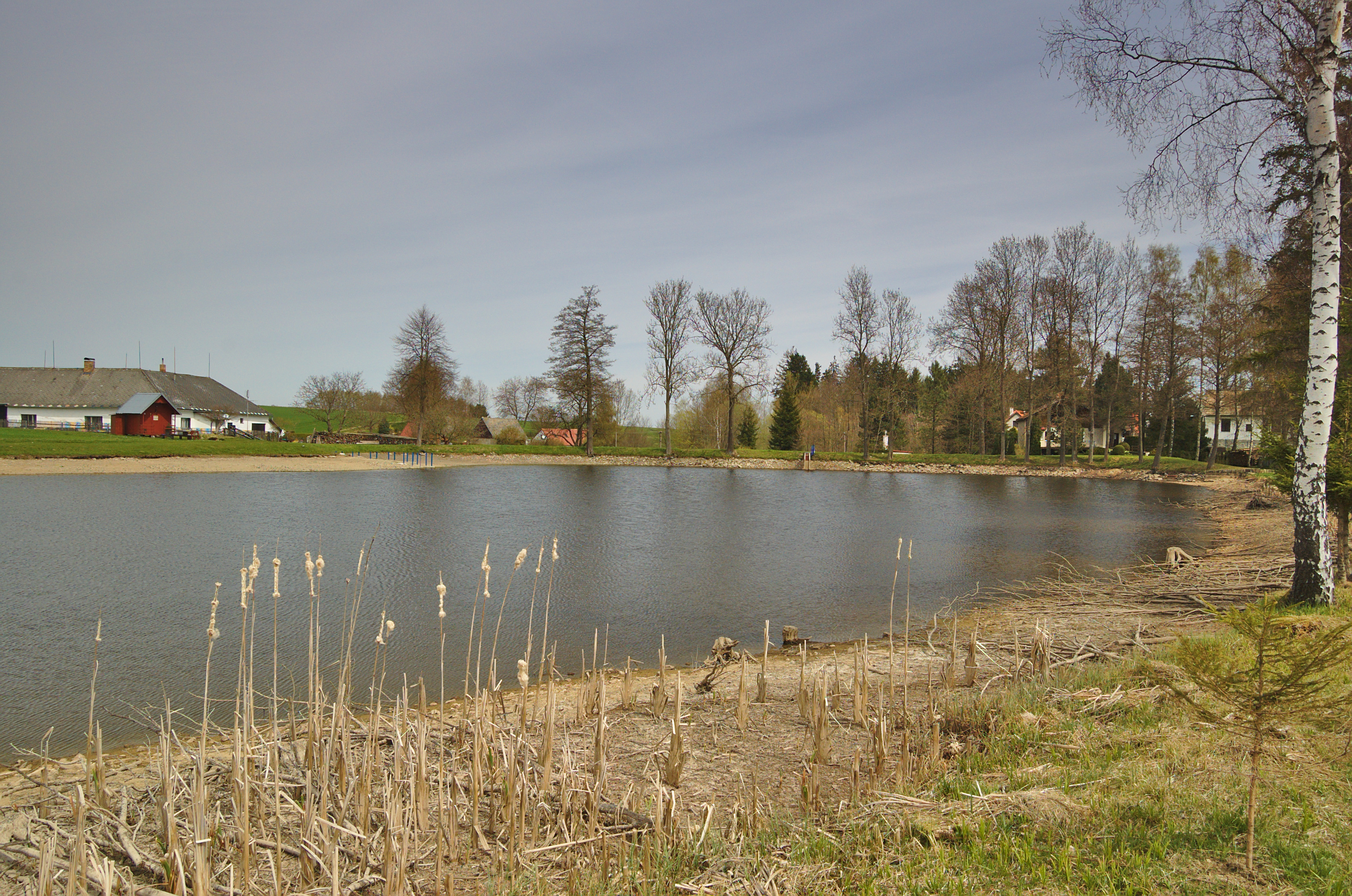
Východní část rybníka v Hojavě
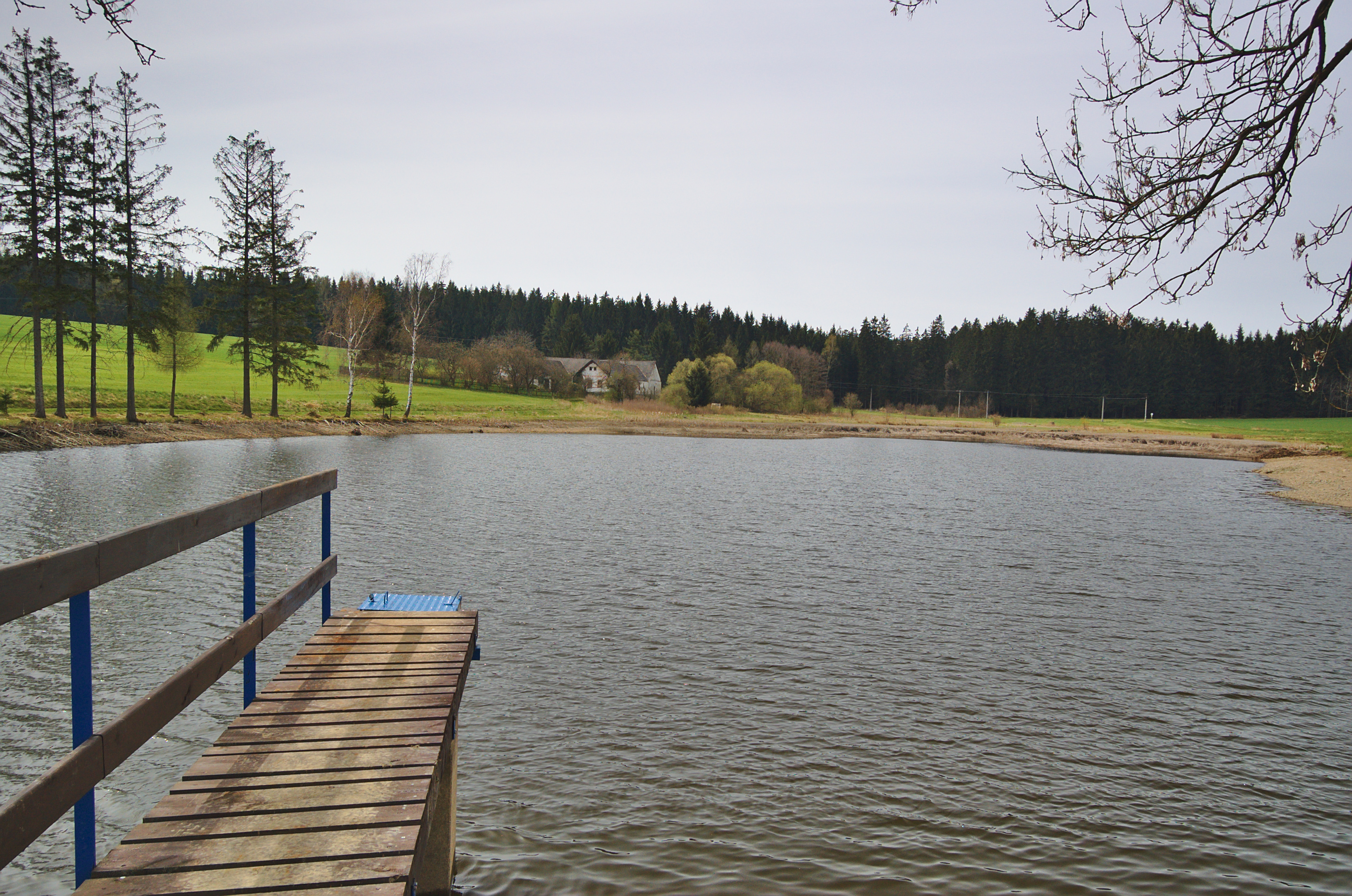
Západní část rybníka v Hojavě